# Die Ohrfeige (1974)
Die Ohrfeige (Originaltitel: La gifle) ist ein französischer Spielfilm des Regisseurs Claude Pinoteau aus dem Jahr 1974. Die 19-jährige Isabelle Adjani ist in der Hauptrolle zu sehen. Lino Ventura und Annie Girardot spielen ihre Eltern.

## Handlung
Teenager Isabelle Douléan studiert ohne große Ambitionen Medizin in Paris und trifft sich in der Freizeit mit Marc, einem etwas unbedarften Jungen gleichen Alters. Dass ihre Eltern getrennt leben, ist für Isabelle kein großes Problem. Sie hat zu beiden ein entspanntes Verhältnis und lebt bei ihrem Vater Jean in Paris. 
Als Isabelle ihre Ausbildung nach vermasseltem Examen abbrechen will, kommt es zum Streit. Der Vater – Lehrer von Beruf – ließ ihr in der Vergangenheit viele Freiheiten, um sein Kind glücklich zu sehen und in der Hoffnung, dass er sie trotzdem einst mit guter Ausbildung ins Leben entlassen kann. Nach einer Ohrfeige ihres Vaters reist Isabelle zu ihrer Mutter Hélène auf die britische Insel. Ihr heimlicher Verehrer Remi begleitet sie ungefragt. In dem großen Herrenhaus von Hélènes britischem Lebensgefährten verbringen sie die Nacht. Vater Jean reist ihr nach und trifft am nächsten Morgen ein. Isabelle begrüßt ihn ohne Groll. Nun muss sie sich entscheiden, wo sie in Zukunft leben möchte. Mutter Hélène würde ihre Tochter gern einige Zeit um sich haben. Nach einigem Hin und Her entscheidet sich Isabelle für ein Zusammenleben mit Remi in Paris. Beide müssen eine Stelle annehmen, um eine Mietwohnung finanzieren zu können. Isabelle verdingte sich bisher als Ballettlehrerin und Babysitter. So muss Jean seinen Traum von einer Tochter mit Hochschulabschluss begraben.

## Kritik
Das Lexikon des internationalen Films bescheinigt dieser Tragikomödie hohen Unterhaltungswert „dank ausgezeichneter Schauspieler“, die Geschichte sei „liebenswürdig und leicht“ erzählt.